# Zoran Stavreski
Zoran Stavreski (en macédonien : Зоран Ставрески), né le 29 octobre 1964 à Ohrid, est un homme d'État macédonien membre de l'Organisation révolutionnaire macédonienne intérieure - Parti démocratique pour l'Unité nationale macédonienne (VMRO-DPMNE).
Il est vice-président du gouvernement et ministre des Finances du 10 juillet 2009 au 15 juin 2016.

## Biographie

### Formation et vie professionnelle
Il passe avec succès un baccalauréat universitaire de sciences économiques à l'université Saints-Cyrille-et-Méthode de Skopje en 1987 et intègre six ans plus tard la Banque centrale macédonienne. En 1997, il y prend la direction du département de la Recherche, puis devient en 2000 sous-secrétaire au ministère des Finances. Il rejoint en 2001 la Banque mondiale.

### Activités politiques
Le 28 août 2006, il est nommé vice-président du gouvernement, chargé des Affaires économiques, dans le premier gouvernement du président du gouvernement conservateur Nikola Gruevski. Lors du remaniement du 10 juillet 2009 du gouvernement Gruevski II, il devient ministre des Finances, tout en restant vice-président du gouvernement.